# 61.ª Divisão de Infantaria (Alemanha)
A 61ª Divisão de Infantaria (em alemão:61. Infanterie-Division) foi uma unidade militar que serviu no Exército alemão durante a Segunda Guerra Mundial.

## Comandantes
| Comandante                                | Data                                            |
| ----------------------------------------- | ----------------------------------------------- |
| General der Infanterie Siegfried Hänicke  | 1 de setembro de 1939 - 27 de março de 1942     |
| Generalmajor Franz Scheidies              | 27 de março de 1942 - 7 de abril de 1942        |
| Generalleutnant Werner Hühner             | 7 de abril de 1942 - 1 de fevereiro de 1943     |
| Generalleutnant Günther Krappe            | 1 de fevereiro de 1943 - 30 de abril de 1943    |
| Generalleutnant Gottfried Weber           | 30 de abril de 1943 - 1 de maio de 1943         |
| Generalleutnant Günther Krappe            | 1 de maio de 1943 - 11 de dezembro de 1943      |
| Generalmajor Joachim Albrecht von Blücher | 11 de dezembro de 1943 - 1 de fevereiro de 1944 |
| Generalleutnant Günther Krappe            | 1 de fevereiro de 1944 - ? de outubro de 1944   |

## Oficiais de operações
| Oberstleutnant Josef Irkens | agosto de 1939 - fevereiro de 1940            |
| Hauptmann Claus von Plate   | fevereiro de 1940 - setembro de 1940          |
| Major Joachim Clauss        | 30 de setembro de 1940 - 7 de janeiro de 1942 |
| Oberstleutnant Hans Starke  | 7 de janeiro de 1942 - 1 de fevereiro de 1944 |
| Oberstleutnant Karl Daub    | 15 de fevereiro de 1944 - abril de 1944       |
| Desconhecido                | abril de 1944 - outubro de 1944               |

## Área de operações
| Polônia                        | setembro de 1939 - maio de 1940 |
| Bélgica                        | maio de 1940 - junho de 1941    |
| Frente Ocidental, setor norte  | junho de 1941 - julho de 1944   |
| Frente Oriental, setor central | julho de 1944 - outubro de 1944 |